# Zaufaj Jehowie
Zaufaj Jehowie – ogólnoświatowa seria kongresów (dużych spotkań religijnych) zorganizowanych przez Świadków Jehowy, które rozpoczęły się w lipcu 1987 roku na półkuli północnej, a zakończyły w grudniu 1987 roku na półkuli południowej. W serii 1098 kongresów na całym świecie uczestniczyło 6 443 597 osób, a 93 822 ochrzczono.
Według organizatorów, Ciała Kierowniczego Świadków Jehowy, kongresy miały na celu „uzbroić chrześcijan do skutecznego przeciwstawienia się sceptycyzmowi, skłonności do powątpiewania oraz brakowi zaufania, tak rozpowszechnionym w dzisiejszym świecie (...) oraz zachęcić uczestników, „aby słowem oraz czynem potwierdzali wobec wszystkich, iż bezgranicznie ufają Jehowie Bogu (...) przez dokładanie starań, żeby dalej poznawać Jehowę i przez poleganie na Słowie Bożym, Biblii”.

## Kongresy w Polsce

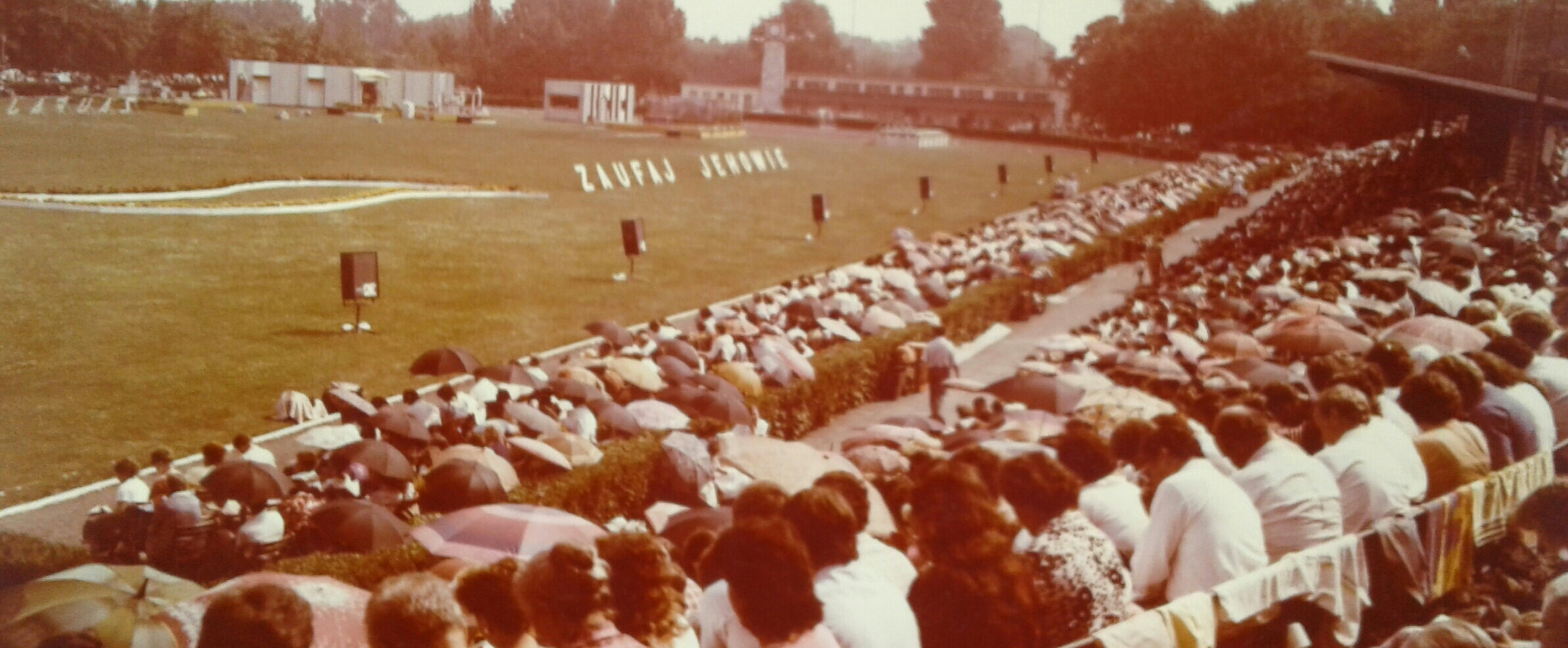
Kongres pod hasłem „Zaufaj Jehowie” (Stadion Korony Kraków, 25–27 lipca 1987)

Pomimo niezalegalizowanej jeszcze działalności Świadków Jehowy w Polsce, władze państwowe wyraziły zgodę na zorganizowanie latem serii 12 kongresów, które odbyły się na stadionach (na Stadion Zawiszy w Bydgoszczy, Stadionie Lechii Gdańsk, Stadionie KS Calisia Kalisz, Stadionie Korony Kraków (25–27 lipca; 430 osób zostało ochrzczonych), Stadionie MOSiR Bystrzyca (Motoru Lublin), Stadionie Startu Łódź, Stadionie OSiR w Olsztynie, Stadionie Warty w Poznań, Stadionie Ludowym w Sosnowcu, Stadionie Miejskim w Szczecinie (7–9 sierpnia), Stadionie Dziesięciolecia w Warszawie (31 lipca–2 sierpnia), Stadionie Miedzi Legnica oraz w Białymstoku).

## Kongresy na świecie
W ponad 150 krajach zorganizowano 1098 kongresów. W 41 krajach europejskich zorganizowano 412 kongresów, na których było obecnych 2 948 557 osób, zostało ochrzczonych 40 319 osób. W tym w 23 krajach Europy, gdzie działalność nie była jeszcze zalegalizowana odbyło się 233 kongresów, na których zgromadzonych było 1 866 875 osób, a 23 270 zostało ochrzczonych.
- Aruba: zgromadziło się 960 osób, a 21 ochrzczono[10].
- Austria: 5 kongresów (Innsbruck, Olympiastadion; Wiedeń, Hanappi-Stadion; Graz, Liebenauer Eisstadion; Klagenfurt, Wörtherseestadion; Linz, Sporthalle)[9] w 3 językach, 24 686 obecnych, ochrzczono 360 osób[2][11].
- Bahamy: 2334 obecnych, 34 osoby zostały ochrzczone[10].
- Barbados: 3361 obecnych, a 50 osób ochrzczono[12].
- Belgia: 5 kongresów, 31 121 obecnych, ochrzczono 319 osób[9].
- Belize: liczba obecnych wyniosła ponad 2200 osób, było to trzy razy więcej niż wynosiła liczba głosicieli w kraju. W związku z tym specjalnie przygotowano tymczasowy obiekt na parceli koło Ladyville[13].
- Birma: 2216 obecnych, a 58 osób ochrzczono[14].
- Brazylia: 442 731 obecnych, 7626 osób zostało ochrzczonych[2].
- Dania: 5 kongresów[9], 23 029 zgromadzonych, 200 osób zostało ochrzczonych[2].
- Finlandia: 6 kongresów[9], 26 144 obecnych, a ochrzczono 284 osoby[2].
- Francja: 19 kongresów[9], 138 683 zgromadzonych, 2705 osób zostało ochrzczonych[2].
- Grecja: 5 kongresów, 28 811 obecnych, ochrzczono 418 osób[9].
- Haiti: 10 131 obecnych, a 215 ochrzczono[12].
- Hiszpania: 15 kongresów[9], 105 591 obecnych, ochrzczono 2394 osoby[2].
- Holandia: 9 kongresów[9], 27 812 obecnych, ochrzczono 841 osób[2].
- Hongkong: 2661 zgromadzonych, 49 osoby zostały ochrzczone[2].
- Irlandia: 2 kongresy[9], 4326 zgromadzonych, 61 osób zostało ochrzczonych[2].
- Jamajka: 18 540 obecnych, ochrzczono 184 osoby[2].
- Japonia: 232 904 obecnych, 3416 zostało ochrzczonych[2].
- Kenia: 10 177 obecnych, 228 osób zostało ochrzczonych. Kongresy zorganizowano pomimo wprowadzonemu kilka tygodni wcześniej ponownego zakazu działalności Świadków Jehowy w tym kraju[15].
- Kolumbia: 82 321 obecnych, 1852 zostało ochrzczonych[2].
- Korea Południowa: 82 296 obecnych, 2013 zostało ochrzczonych[2].
- Liberii: 5852 obecnych, 101 osób zostało ochrzczonych[16].
- Luksemburg: 1 kongres (Differdange-Obercorn, Centre Sportif)[11], 1458 obecnych, ochrzczono 8 osób[9].
- Malezja: 1154 zgromadzonych, 15 osób zostało ochrzczonych[2].
- Malta: 1 kongres, 674 obecnych, ochrzczono 13 osób[9].
- Norwegia: 4 kongresy[9], 12 703 obecnych, ochrzczono 218 osób[2].
- Panama: Pomimo trudnej sytuacji w kraju, gdy nie można było uczestniczyć w zgromadzeniach, Świadkowie Jehowy otrzymali zezwolenie na zorganizowanie kongresów, w których łącznie uczestniczyło ponad 10 000 osób[17].
- Portugalia: 12 kongresów[9], 55 057 zgromadzonych, 1074 osoby zostały ochrzczone[2].
- Portoryko: 49 953 obecnych, ochrzczono 377 osób[2].
- Republika Federalna Niemiec: 24 kongresy[9], 159 361 obecnych, ochrzczono 1455 osób[2][17][11].
- Reunion: 2935 obecnych, 48 osób ochrzczono[18].
- Saint Lucia: 803 obecnych[12].
- Stanach Zjednoczonych: 123 kongresy, 1 288 313 obecnych, ochrzczono 13 562 osoby[2][17].
- Szwajcaria: 5 kongresów[9] w 5 językach (Payerne, Halle des Fêtes; Genewa, PALEXPO; Zurych, Hallenstadion)[11], 19 459 obecnych, ochrzczono 216 osób[2].
- Szwecja: 10 kongresów[9], 30 099 obecnych, ochrzczono 312 osób[2].
- Trynidad: 10 649 obecnych, 132 osób zostało ochrzczonych[2].
- Wenezuela: 100 777 zgromadzonych, 1164 osoby zostały ochrzczone[2].
- Wielka Brytania: 15 kongresów[9], 156 417 obecnych, ochrzczono 1225 osób[2].
- Włochy: 34 kongresy[9], 221 227 obecnych, ochrzczono 5496 osób[2].
- Zimbabwe: 45 544 obecnych, ochrzczono 580 osób[2].

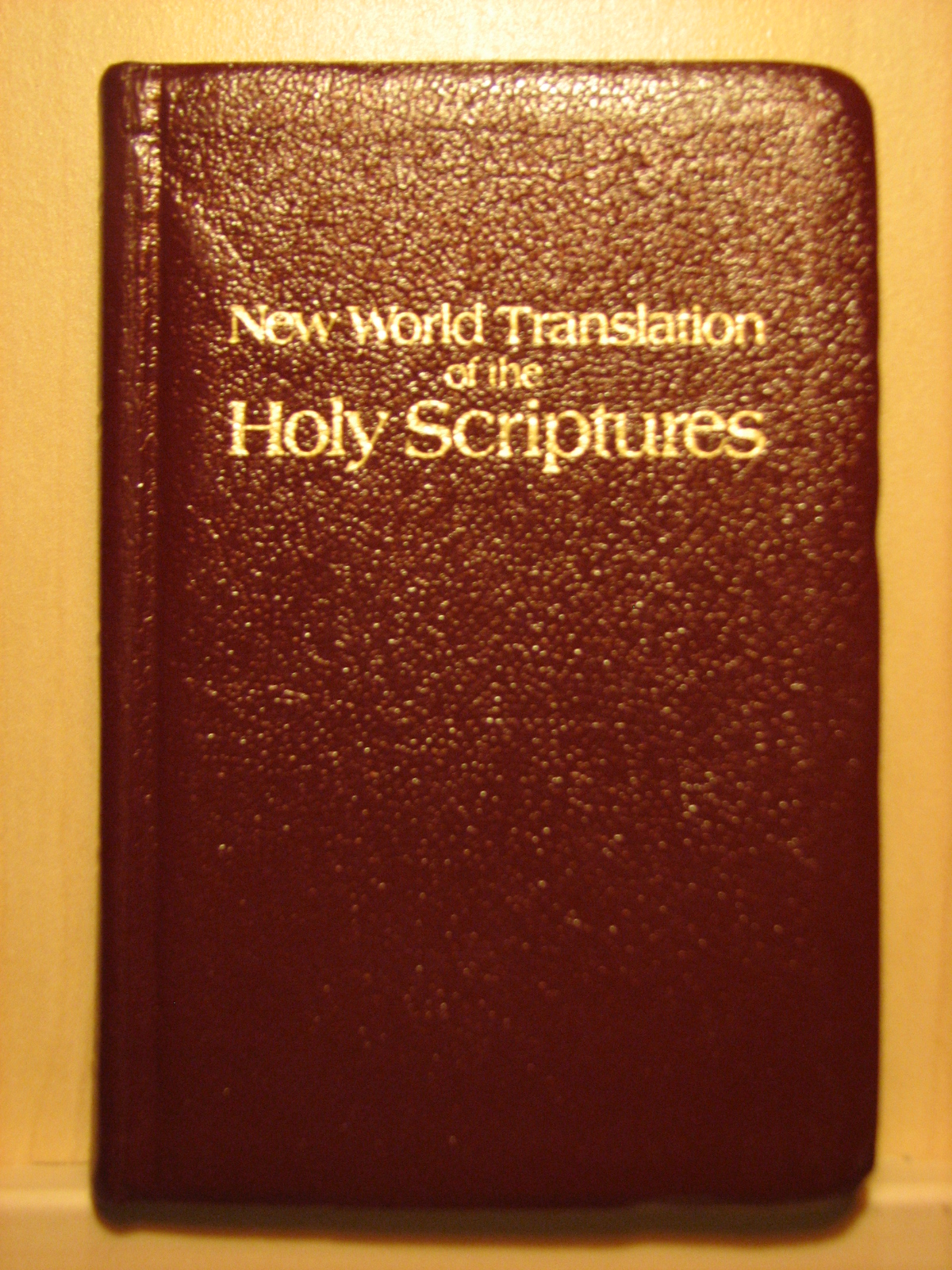
Pismo Święte w Przekładzie Nowego Świata (wyd. kieszonkowe, tzw. luksusowe) – wydanie ogłoszono na kongresie w 1987 roku

## Ważne punkty programu
Myśl przewodnia: „Zaufaj Jehowie”, była oparta na wersetach biblijnych z Księgi Izajasza 26:4; z Księgi Psalmów 37:3 oraz z Księgi Przysłów 3:5.
- Dramaty:
  - Jehowa wyzwala tych, którzy wzywają Jego imienia (historia Jozuego)[19]
  - Lojalne podporządkowanie się Jehowie i Jego organizacji
- Wykład publiczny:
  - Komu można naprawdę zaufać w tych okropnych czasach?